# 米尼辛克 (紐約州)
米尼辛克（英語：Minisink）是一個位於美國紐約州奧蘭治縣的鎮。

## 人口
根據2020年美國人口普查的數據，米尼辛克的面積為59.95平方千米，當中陸地面積為59.57平方千米，而水域面積為0.37平方千米。當地共有人口4621人，而人口密度為每平方千米77人。